# Bruce Channel
Bruce Channel, geboren als Bruce McMeans (Jacksonville (Texas), 28 november 1940), is een Amerikaanse zanger.

## Carrière
Bruce Channel werd bekend door het countrymuziek-programma Louisiana Hayride, waarbij hij in 1958 een half jaar lang regelmatig optrad. Zijn grootste hit Hey! Baby (1959) schreef hij samen met Margaret Cobb. Beroemd werd het nummer ook door de mondharmonica-begeleiding van Delbert McClinton, waarmee hij een tijdlang als duo onderweg was. Pas in 1961 verscheen het nummer ook als single en werd een commercieel succes. In de Verenigde Staten werd het onverwachts een nummer 1-hit, maar ook in het Verenigd Koninkrijk haalde het nummer een 2e plaats.
McClintons mondharmonica inspireerde ook andere muzikanten, waaronder John Lennon, die tijdens Channels Europatournee met The Beatles nog als voorprogrammaband optrad en zich bij McClinton liet onderrichten. In de vroege Beatles-single Love Me Do is de mondharmonica net zo te horen als in de nummer 1-hit I Remember You van Frank Ifield.
Voor Bruce Channel was het zijn enige grote succes in zijn carrière. Tussen 1962 en 1967 konden vier singles van Channel zich in de onderste regionen van de Billboard pop-hitlijsten plaatsen. Pas in 1968 kon hij zich met het nummer Keep On (12e plaats, VK), geproduceerd door Dale Hawkins, weer eens plaatsen in de Britse hitlijsten. Verdere eigen successen bleven uit, maar in de daaropvolgende jaren was hij continue bezig in Nashville als songwriter. Hij was verantwoordelijk voor meerdere countryhits voor onder andere T.G. Sheppard en Janie Fricke. Tot heden schrijft hij countrysongs en treedt soms ook nog op.
Over de jaren werd Hey! Baby in de Verenigde Staten bij sportevenementen gespeeld ter aanmoediging. In 2001 maakte DJ Ötzi het nummer in de Duitstalige landen tot een succes en in het Verenigd Koninkrijk kwam zijn versie op de 1e plaats van de hitlijsten, hetgeen het origineel niet was gelukt.

## Discografie

### Singles en ep's
- 1961: Hey! Baby
- 1962: Number One Mann
- 1962: If only I Had Known
- 1962: Come On Baby
- 1962: Stand Tough (met The Stephen Scott Singers)
- 1962: Madisons (EP)
- 1962: Oh! Baby
- 1962: Now or Never
- 1963: The Dipsy Doodle
- 1963: Night People
- 1964: Going Back to Louisiana
- 1967: Mr. Bus Driver
- 1967: Keep On
- 1968: California
- 1968: Try Me
- 1971: Read the Signs
- 1975: Kiss and Run

### Albums
- 1962: Hey! Baby
- 1968: Keep On
- 1968: Goin' Back to Louisiana

- Bibliothèque nationale de France: cb14041937m (data)
- Gemeinsame Normdatei: 134601874
- International Standard Name Identifier: 0000 0000 5515 8615
- Library of Congress Control Number: n96006146
- MusicBrainz: 6304c5c2-be9f-4357-9e60-8c204479aec9
- Virtual International Authority File: 5072149108586368780007